# Mezőtárkány
Mezőtárkány je obec v Maďarsku v župě Heves.
Rozkládá se na ploše 40,64 km² a v roce 2024 zde žilo 1 496 obyvatel.